# Isobel Elsom

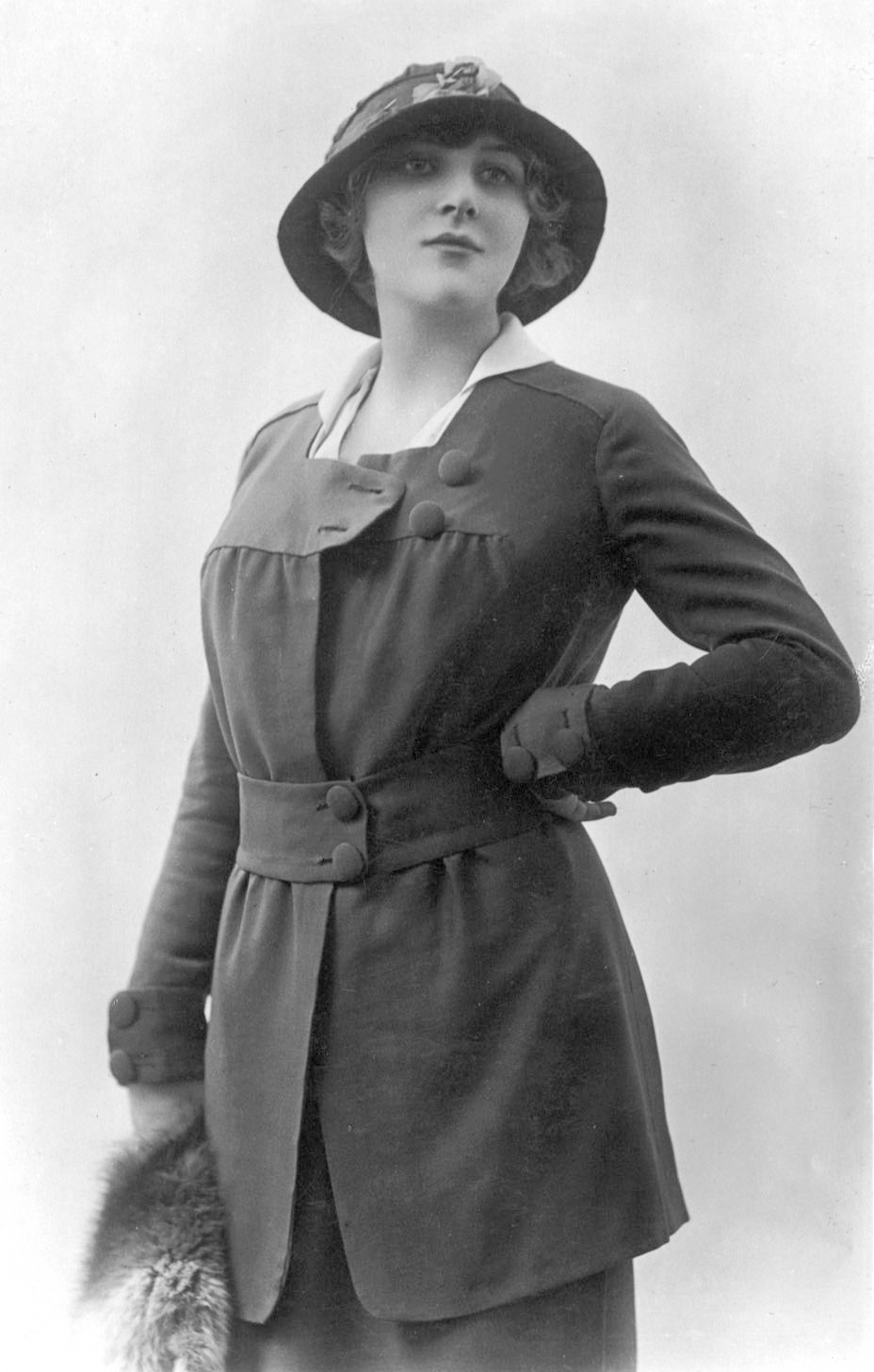
Isobel Elsom in jungen Jahren

Isobel Elsom (* 16. März 1893 in Cambridge, England; † 12. Januar 1981 in Woodland Hills, Los Angeles, Kalifornien; eigentlich Isobel Jeannette Reed) war eine britische Film- und Theaterschauspielerin.

## Leben
Die in Cambridge geborene Isobel Elsom begann ihre Karriere 1911 am Theater in dem Theaterstück The Quaker Girl. Vier Jahre später gab sie ihr Filmdebüt in dem britischen Stummfilm A Prehistoric Love Story. Im Stummfilmkino spielte sie einige Hauptrollen. Überdies war sie eine vielbeschäftigte Bühnenschauspielerin, die am Londoner West End und ab 1926 auch am New Yorker Broadway Auftritte absolvierte. Ende der 1930er-Jahre feierte die Schauspielerin einen großen Bühnenerfolg am Broadway mit dem Kriminalstück Ladies in Retirement, in dem sie die Rolle des Mordopfers – eine prominente Schauspielerin im Ruhestand – verkörperte. 1941 erschien die Verfilmung des Stückes, an der auch Elsom mitwirkte.
Fortan arbeitete sie häufiger in Hollywood, wo sie im nunmehr fortgeschrittenen Alter aber vor allem in Nebenrollen als Charakterdarstellerin eingesetzt wurde. Dabei war sie besonders häufig in der Rolle der formidablen Dame aus der feinen Gesellschaft eingesetzt. Einen größeren Auftritt hatte sie in der Schwarzen Komödie Monsieur Verdoux – Der Frauenmörder von Paris (1947), in der sie als wohlhabende Witwe von einem Serienmörder, gespielt von Charlie Chaplin, umworben wird. Später war Elsom in mehreren Filmen von und mit Jerry Lewis in Nebenrollen als dessen „Comic foil“ zu sehen, beispielsweise verkörperte sie eine Filmstudiochefin in Der Bürotrottel (1962) mit Lewis. Eine ihrer letzten Rollen hatte Elsom als Mrs. Eynsford-Hill in George Cukors oscarprämierter Musicalverfilmung My Fair Lady (1964), bald danach zog sie sich ins Privatleben zurück. Insgesamt umfasst ihr filmisches Schaffen bis 1965 über 130 Film- und Fernsehauftritte.
Die Schauspielerin war ab 1923 in erster Ehe mit dem Regisseur Maurice Elvey (1887–1967) verheiratet, die Ehe wurde geschieden. Von 1942 bis zu seinem Tod 1958 war sie mit dem Schauspieler Carl Harbord (1908–1958) verheiratet. Isobel Elsom starb 1981 im Alter von 87 Jahren im Motion Picture & Television House and Hospital in Los Angeles an Herzversagen. Ihre Asche wurde auf See vor Kalifornien verstreut.

## Filmografie (Auswahl)
- 1915: A Prehistoric Love Story (Kurzfilm)
- 1916: Milestones
- 1923: Das Zeichen der Vier (The Sign of Four)
- 1927: Tragödie einer Ehe
- 1934: The Primrose Path
- 1941: Das Geheimnis der drei Schwestern (Ladies in Retirement)
- 1942: The War Against Mrs. Hadley
- 1942: Du warst nie berückender (You Were Never Lovelier)
- 1942: Sieben junge Herzen (Seven Sweethearts)
- 1943: Auf ewig und drei Tage (Forever and a Day)
- 1944: Zwischen zwei Welten (Between Two Worlds)
- 1944: Die weißen Klippen (The White Cliffs of Dover)
- 1944: So ein Papa (Casanova Brown)
- 1945: Der Tod wohnt nebenan (The Unseen)
- 1946: Erfüllte Träume (Two Sisters from Boston)
- 1947: Die zwei Mrs. Carrolls (The Two Mrs. Carrolls)
- 1947: Monsieur Verdoux – Der Frauenmörder von Paris (Monsieur Verdoux)
- 1947: Ein Gespenst auf Freiersfüßen (The Ghost and Mrs. Muir)
- 1947: Ivy
- 1947: Der Fall Paradin (The Paradine Case)
- 1949: Ihre wunderbare Lüge (Her Wonderful Lie)
- 1949: Der geheime Garten (The Secret Garden)
- 1954: Désirée
- 1954: Tief in meinem Herzen (Deep in My Heart)
- 1955: Des Königs Dieb (The King’s Thief)
- 1955: Alle Herrlichkeit auf Erden (Love Is a Many-Splendored Thing)
- 1956: 23 Schritte zum Abgrund (23 Paces to Baker Street)
- 1956: Vincent van Gogh – Ein Leben in Leidenschaft (Lust for Life)
- 1956–1963: Alfred Hitchcock Presents / The Alfred Hitchcock Hour (Fernsehserie, 5 Folgen)
- 1957: Mayerling
- 1957: Das Fort der mutigen Frauen (The Guns of Fort Petticoat)
- 1958: Der Babysitter (Rock-A-Bye Baby)
- 1959: Der Mann aus Philadelphia (The Young Philadelphians)
- 1959: Die Madonna mit den zwei Gesichtern (The Miracle)
- 1960: Hallo Page! (The Bellboy)
- 1961: Der Bürotrottel (The Errand Boy)
- 1961: Ein Stern im Westen (The Second Time Around)
- 1961/1962: Hawaiian Eye (Fernsehserie, 2 Folgen)
- 1963: Der Ladenhüter (Who’s Minding the Store?)
- 1964: My Fair Lady
- 1964: Drei Mädchen in Madrid (The Pleasure Seekers)
- 1965: Meine drei Söhne (My Three Sons, Fernsehserie, 1 Folge)